# فرانسواز پاسکال
فرانسواز پاسکال (انگلیسی: Françoise Pascal؛ زاده ۱۴ اکتبر ۱۹۴۹) یک مانکن و بازیگر اهل بریتانیا است. از مهمترین فیلم‌های او می‌توان mind your language را نام برد که سبک آن کمدی است.
از فیلم‌ها یا مجموعه‌های تلویزیونی که وی در آن‌ها نقش داشته‌است می‌توان به اون پائین به کارت ادامه بده و دختری در سوپ من اشاره نمود.